# Kochaj mnie czule
Kochaj mnie czule (ang. Love Me Tender) – amerykański western z 1956 roku na podstawie noweli Maurice’a Geraghty’ego.

## Główne role
- Elvis Presley jako Clint Reno
- Richard Egan jako Vance Reno
- Debra Paget jako Cathy Reno
- Robert Middleton jako Pan Siringo
- William Campbell jako Brett Reno
- Neville Brand jako Mike Gavin
- Mildred Dunnock jako Martha Reno
- Bruce Bennett jako Major Kincaid
- James Drury jako Ray Reno
- Russ Conway jako Ed Galt
- Ken Clark jako Pan Kelso
- Barry Coe jako Pan Davis

## Fabuła
Bracia Reno mieszkają z rodziną w małym miasteczku w USA. Wybucha wojna secesyjna. Vance Reno zgłasza się do wojsk Konfederacji. Gdy wraca z wojny, odkrywa, że jego brat ożenił się z jego dziewczyną Cathy. 